# Exposition universelle de 1867
L'Exposition universelle de 1867, également appelée Exposition universelle d'art et d'industrie, est chronologiquement la quatrième Exposition universelle et la deuxième se déroulant à Paris après celle de 1855. Elle s'est tenue du 1er avril au 3 novembre 1867 sur le Champ-de-Mars, à Paris. 41 pays étaient représentés. Les thèmes retenus sont l'Industrie et l'Agriculture ; les Beaux-arts viendront s'y ajouter.

## Préparation
Les grands travaux de Paris viennent de se terminer. L'Exposition universelle marque l'apogée du Second Empire et le triomphe du libéralisme saint-simonien.
En 1864, l'empereur Napoléon III décide que la prochaine Exposition universelle aura lieu à Paris en 1867. Le financement est assuré par l'État, la commune et des souscripteurs privés.
Afin d'organiser cette Exposition, l'empereur Napoléon III réunit une commission composée de personnages de premier plan appartenant à la vie économique et politique du Second Empire. La direction de cette commission est confiée à deux hommes ayant l'expérience des Expositions universelles, le cousin de l'empereur le prince Napoléon et l'ingénieur Frédéric Le Play.
Le site retenu pour la manifestation est le Champ-de-Mars sur une superficie d'une cinquantaine d'hectares à laquelle s'ajoutent les vingt hectares de l'île de Billancourt pour l'Exposition agricole.
La Commission impériale nomme en mars 1867 Gioachino Rossini président honoraire du Comité de composition musicale. L'Hymne à Napoléon III et à son vaillant peuple de Rossini sera l'hymne officiel de l'Exposition.

## La construction du parc de l'Exposition

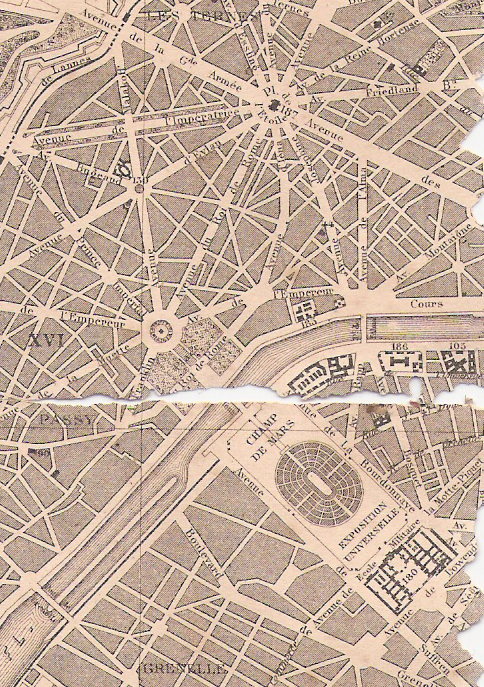
Plan de la zone du Champ-de-Mars, à Paris, avec le bâtiment ovoïde de l'Exposition universelle de 1867.

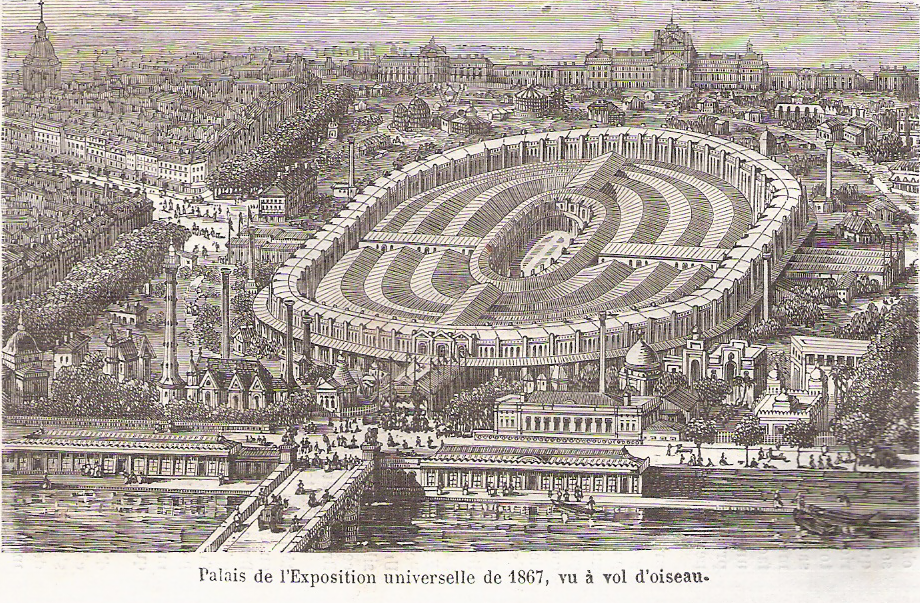
Palais de l'Exposition universelle de 1867, immense bâtiment occupant tout le Champ-de-Mars.

Sur le site militaire du Champ-de-Mars, l'ingénieur Jean-Baptiste Krantz dirige à partir de 1865, avec l'architecte Léopold Hardy, la construction d'un gigantesque édifice ovale de 490 mètres sur 380 mètres : le Palais Omnibus. Jamais un bâtiment aussi vaste n'est construit en si peu de temps : deux ans. C'est un chantier où s'affairent 26 000 ouvriers. Autour du bâtiment principal dans des jardins conçus par l'ingénieur Adolphe Alphand et le paysagiste Jean-Pierre Barillet-Deschamps qui illustrent les principes paysagers de l'époque, se retrouvent disséminés une centaine de petits pavillons nationaux et industriels.
Il est nécessaire de remblayer et d'aplanir les terrains. La colline du Trocadéro est donc nivelée et les terres retirées servent à constituer le parc du Champ-de-Mars.
La première gare du Champ-de-Mars, dont les lignes rejoignent la petite ceinture est construite, afin de faciliter l'acheminement des matériaux, puis des visiteurs.
Le bâtiment principal consacré à l'Industrie est bâti en maçonnerie et en fer. Il est divisé en sept galeries thématiques concentriques et en tranches radiales par pays avec au centre un jardin et le musée de l'histoire du travail. Le décret du 1er février 1865 ayant associé une Exposition universelle des Beaux-arts, celle-ci occupe la galerie I.
Un jeune entrepreneur de constructions métalliques, Gustave Eiffel, se voit confier l'édification de la partie destinée aux grues, métiers à tisser, machine-outils, marteaux-pilons, locomotives… surnommée la Galerie des machines (galerie VI des travaux des arts usuels).
Ces installations éphémères coûteront 11 738 024 francs ; elles seront démontées dès la fin de l'exposition.

## L'Exposition

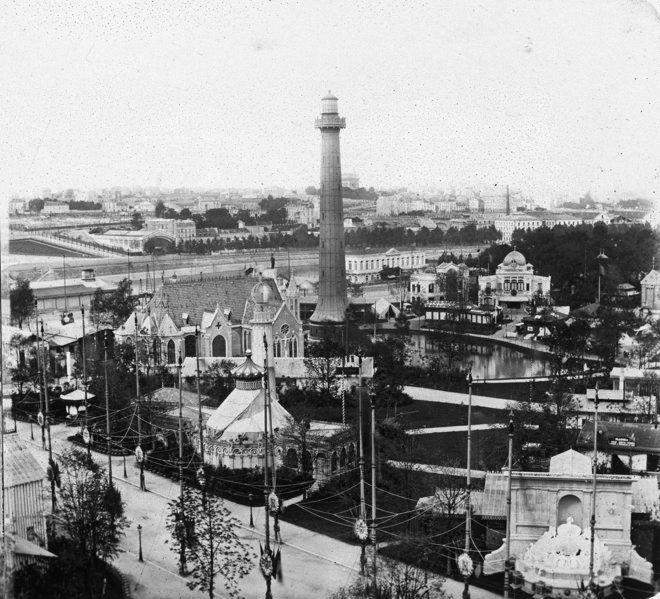
Vue générale de l'Exposition.

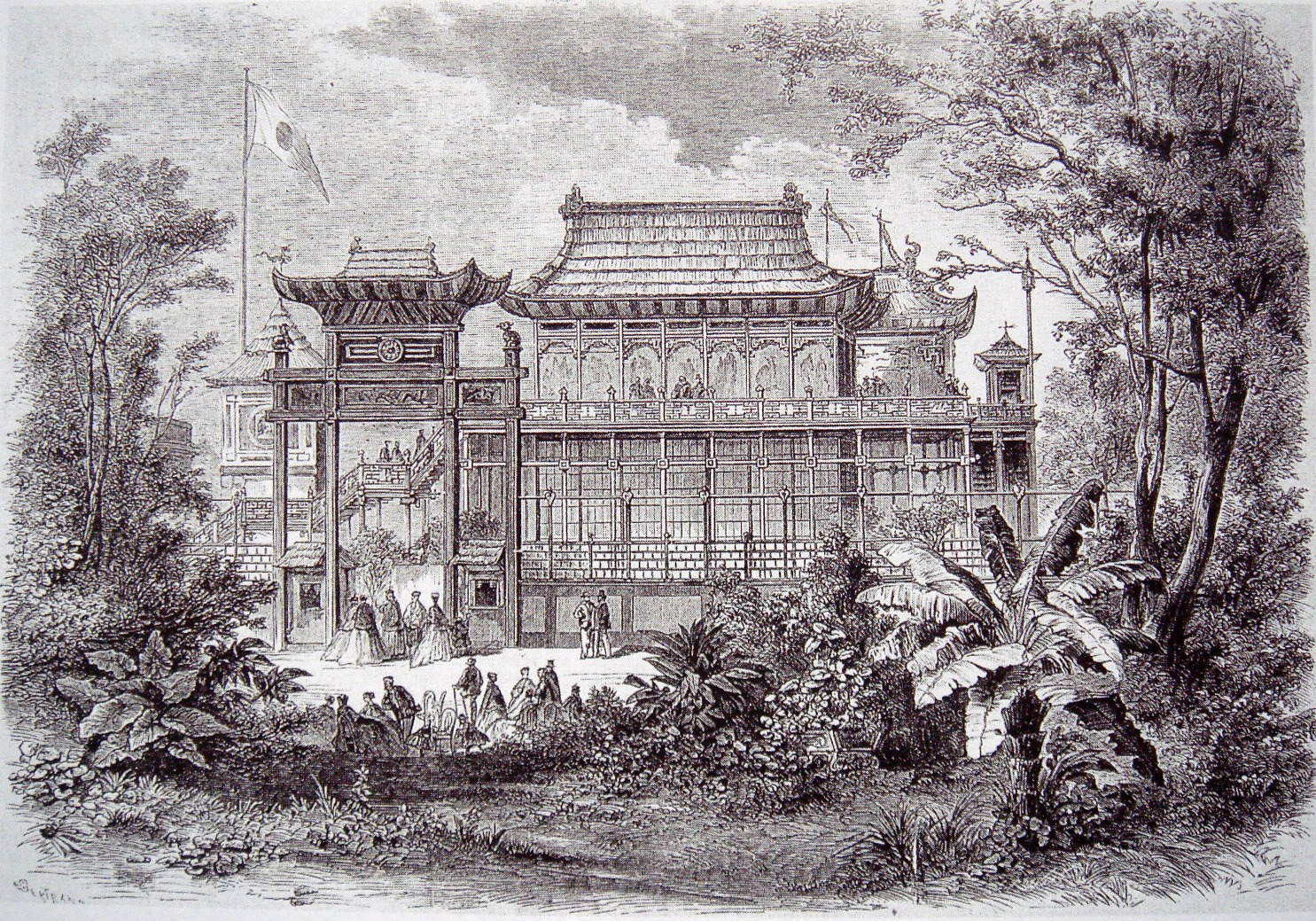
Pavillons du parc chinois.

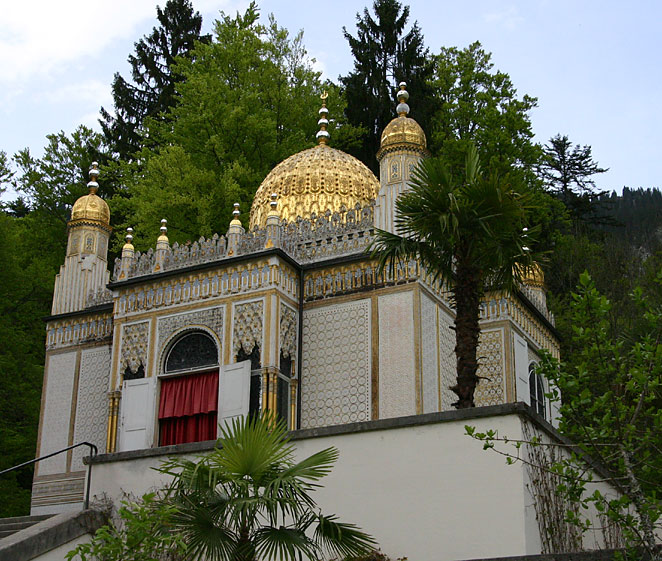
Pavillon mauresque racheté et rebâti dans le parc de Linderhof par le roi Louis II de Bavière.

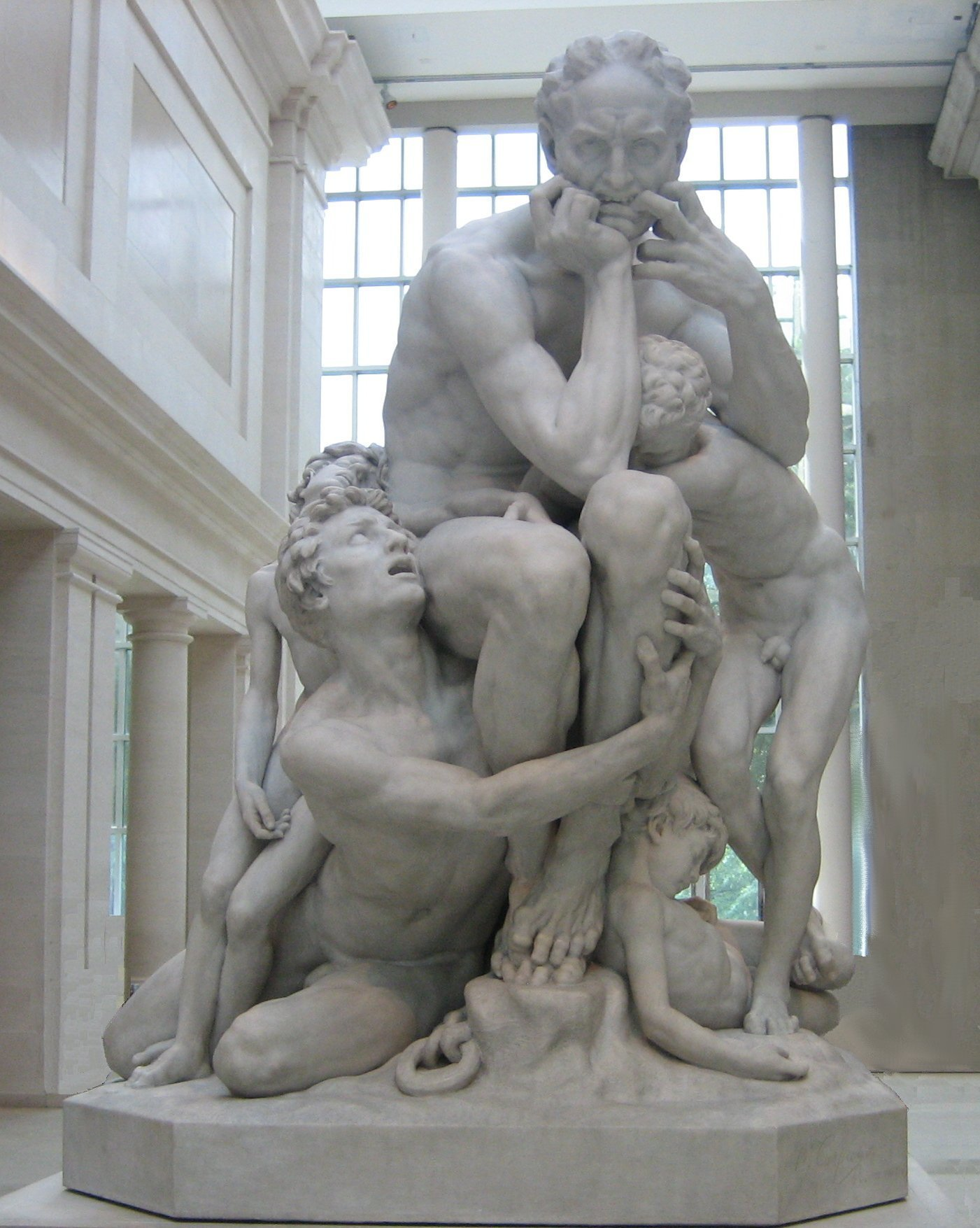
Jean-Baptiste Carpeaux, Ugolin et ses fils.

C'est Frédéric Le Play qui a l'idée de ce nouveau concept de « musée de l'histoire du travail » pour raconter l'évolution des régimes industriels. Une section spéciale est consacrée à l'amélioration de la « situation morale et matérielle des travailleurs » avec une présentation d'objets ménagers. Les délégations ouvrières sont invitées à faire des rapports sur ce qu'elles ont observé en fonction de leur profession.
Dans la « galerie l’Histoire du travail » Jacques Boucher de Perthes expose un des tout premiers outils préhistoriques, dont l’authenticité vient d'être reconnue, tout comme la justesse de ses théories. Des collections d'objets préhistoriques provenant des villages palafittiques suisses sont également présentées, sous la forme de trophées, à l'instigation de Gabriel de Mortillet et d'Édouard Desor, et remportent un vif succès. Il s'agit d'objets du Néolithique, de l'âge du bronze et de l'époque de La Tène.

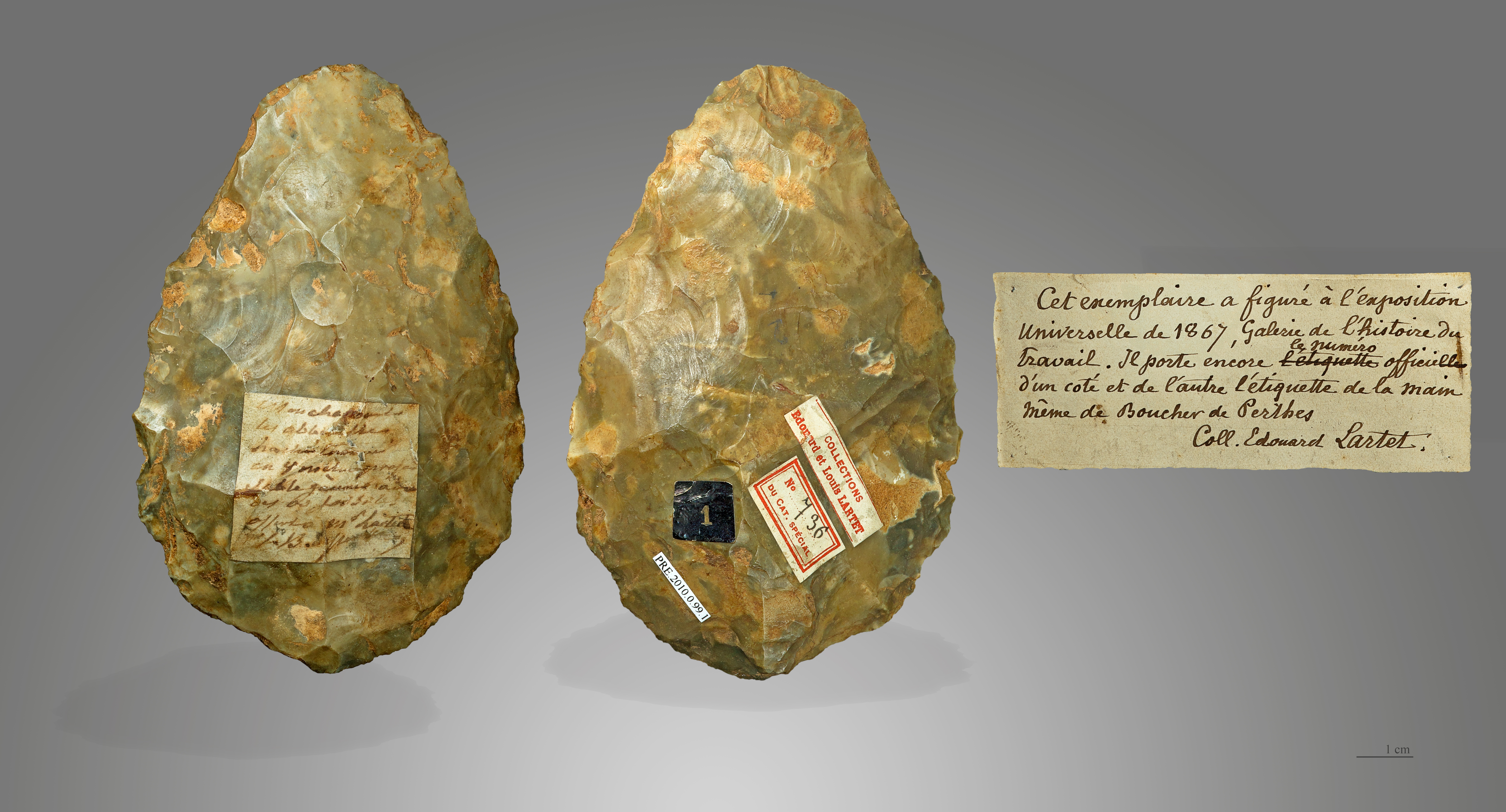
Biface de Boucher de Perthes - muséum de Toulouse.

Le photographe Pierre Petit est nommé photographe officiel de l'Exposition. Le graveur Hubert Ponscarme est chargé de réaliser les médailles d'or, d'argent ou de bronze, ornées du profil de l'empereur, qui récompenseront les lauréats.
Le sculpteur Jean-Baptiste Carpeaux expose son marbre monumental Ugolin et ses fils.
Pour la première fois, les pays d'Afrique du Nord occupent un espace important. Le Maroc, la Tunisie ainsi que l'Algérie (l'Algérie est alors une colonie de l'empire français) sont présentés dans le pavillon central et ont même leur propre commission et leur propre jury pour l'attribution des récompenses. La commission impériale d'organisation a demandé à chaque pays d'installer une construction et un décor exotique qui permettent aux visiteurs de découvrir les pays.
Dans la galerie des matières premières un nouveau métal très léger et résistant attire les curieux : l'aluminium.
Des démonstrations de l'utilisation de l'huile de pétrole semblent augurer de l'avenir pour ce produit connu depuis l'Antiquité.
L'Exposition permet à l'égyptologue Auguste Mariette en tant que membre de la commission vice-royale égyptienne, de produire dans le parc égyptien le résultat de ses travaux. Il fait exposer l'admirable statue de bois connue sous le nom de Cheik-el-Beled, l'image de la reine Amnéritis taillée dans un bloc d'albâtre, les bijoux de la reine Aah-Hotpou et toutes les merveilles qui deviendront le principal ornement du musée de Gizeh.
Les Américains Charles et Norton Otis présentent l'ascenseur à frein de sécurité qui avec l'élévation des immeubles deviendra vite indispensable.
Dans le domaine des instruments de musique, Joseph Gabriel Gaveau présente un étonnant piano droit dont une partie de la caisse est remplacée par une glace sans tain qui permet d'observer les détails intérieurs du mécanisme. Il obtient une médaille d'argent.
L'atelier d'arquebuserie de Monsieur Gastinne Renette présente un fusil richement orné et pourvu d'une toute récente amélioration, la cartouche à percussion centrale.
Le savant de Plazanet présente la balance argyrométrique qui améliore la précision de la quantité de métaux précieux utilisés en galvanoplastie.
L'inventeur français Henri Giffard propose des ascensions dans un ballon captif à hydrogène de 5 000 m3, situé avenue de Suffren, actionné pour la première fois par un treuil de descente à vapeur. L'impératrice y monte.
La compagnie sous-marine de New York présente un scaphandre.
Dans la section X sont présentés des objets destinés à l'amélioration physique et morale, dont une partie présente des produits manufacturés utiles mais peu chers, pour que les classes populaires puissent les acquérir. À côté de ces objets modernes sont disposés des costumes folkloriques de divers pays, par exemple des régions françaises ou encore de costumes médiévaux suédois et norvégiens, installés dans des niches inspirées de l'architecture de l'époque. À l'extérieur sont également construites les copies d'une ferme suédoise et d'un grenier norvégien, qui servent de halls d'exposition.
Dans un contexte d'hygiénisme, une grande rencontre est organisée afin que des instituteurs confrontent leurs pédagogie concernant l'hygiène.
La maison de joaillerie Mellerio crée un diadème en platine, présenté à l'exposition. Il est acquis par la reine d'Espagne Isabelle II pour sa fille ; de nos jours, l'objet est encore porté par des membres de la famille royale.

## Les visiteurs

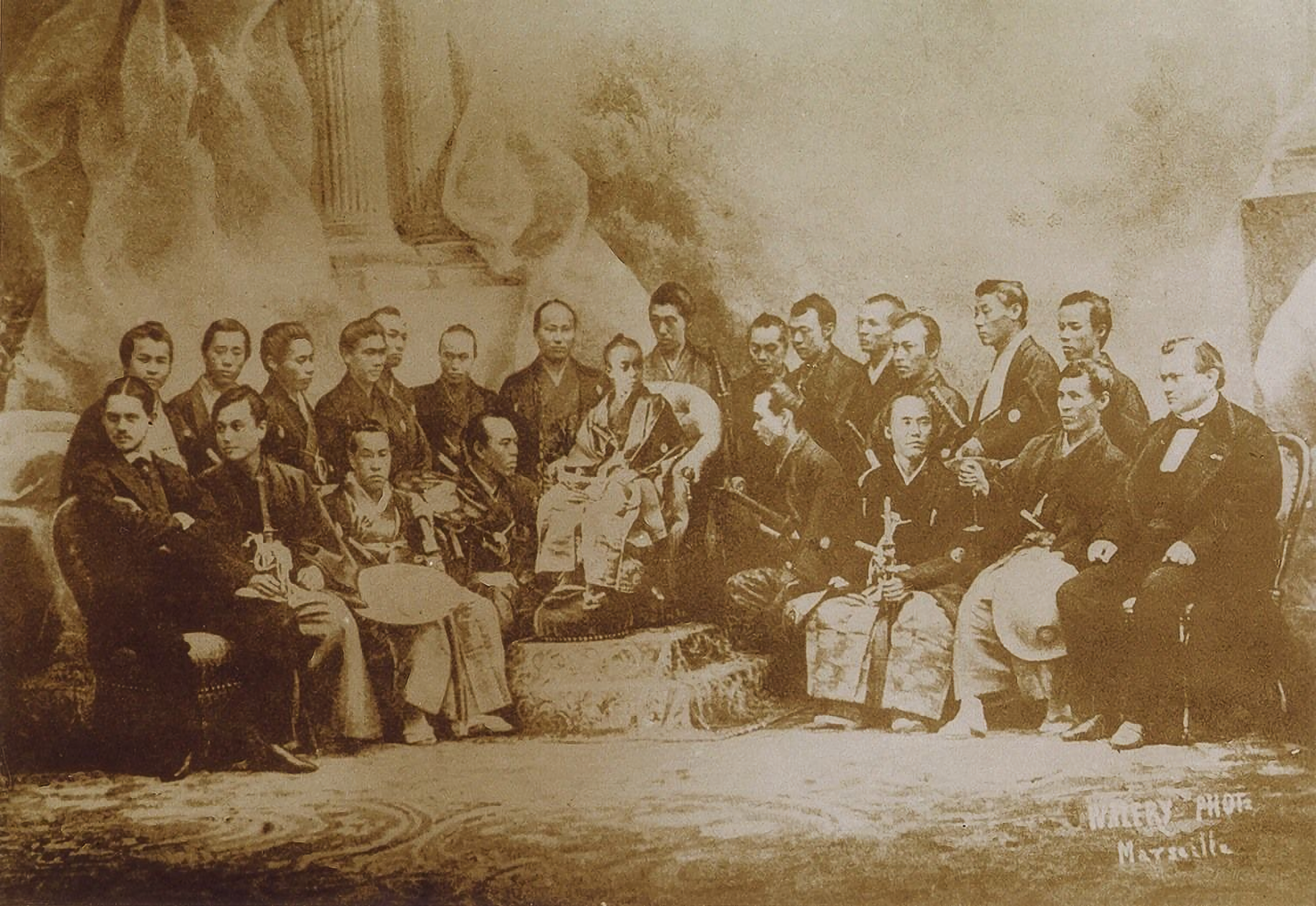
La délégation japonaise.

Cette Exposition est vue par plus de dix millions de visiteurs payants et 50 226 exposants. La reine du Portugal Maria Pia de Savoie, le prince Oscar de Suède, le roi Léopold II de Belgique et la reine Marie-Henriette, le tsar Alexandre II, le sultan Abdülaziz accompagné de ses deux neveux les futurs sultans Mourad V et Abdülhamid II, le prince de Galles, le roi Louis II de Bavière, l'émir Abd el-Kader, le prince japonais Tokugawa Akitake, frère du dernier Shogun Yoshinobu Tokugawa, le roi Guillaume Ier de Prusse, Otto von Bismarck ou le général Von Moltke font partie des hôtes de marque qui visitent l'Exposition.
Les écoliers du département de la Seine bénéficient d'entrées gratuites grâce à un crédit de 10 000 francs, voté le 25 octobre 1866.

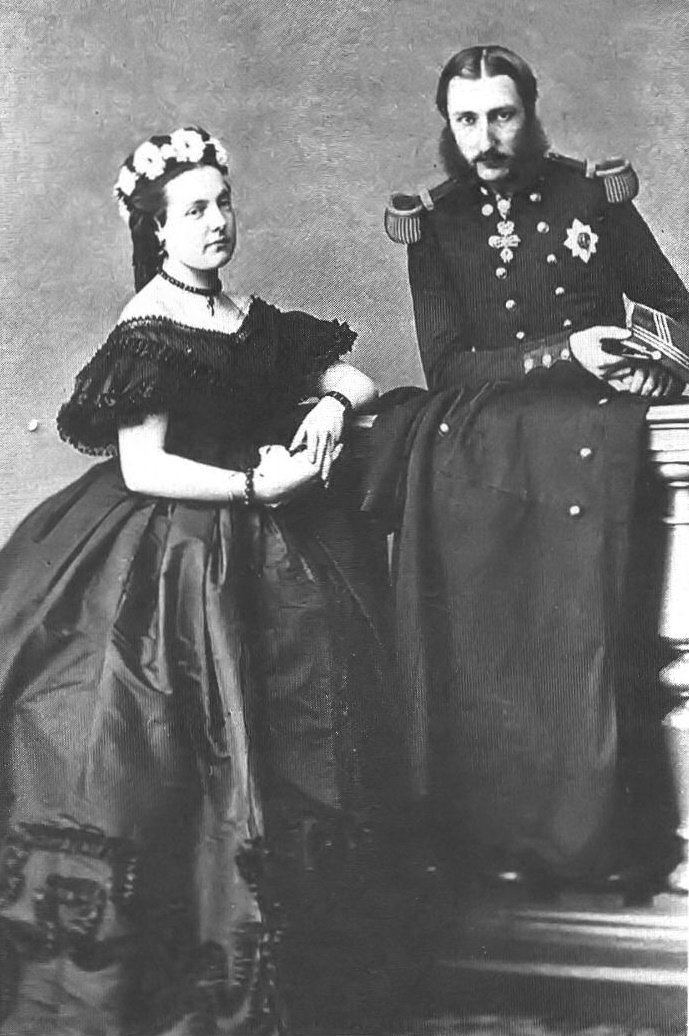
Le roi Léopold II et la reine des Belges.
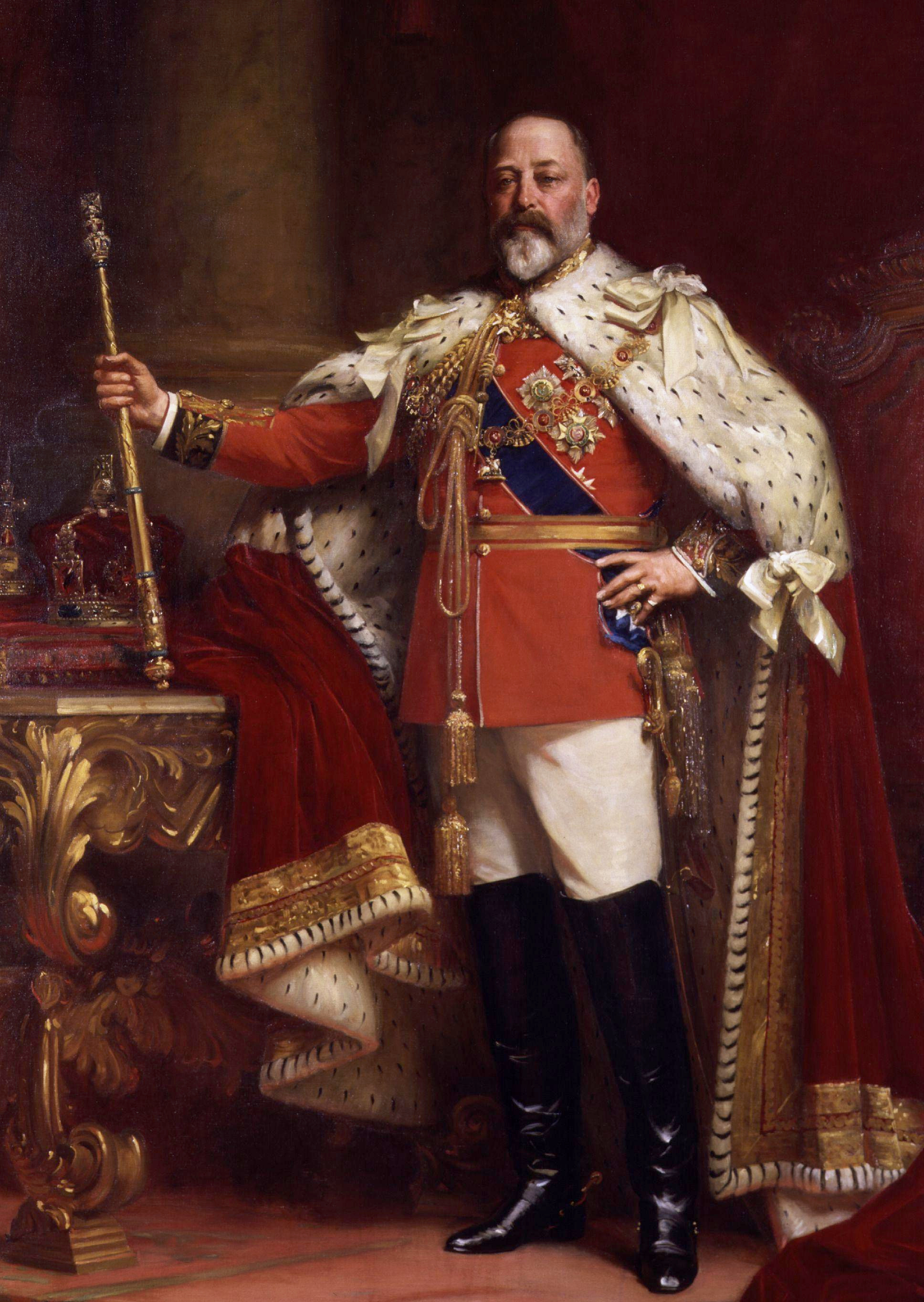
Le prince de Galles futur Édouard VII.
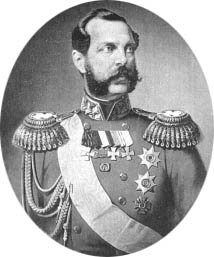
Le tsar de Russie Alexandre II.
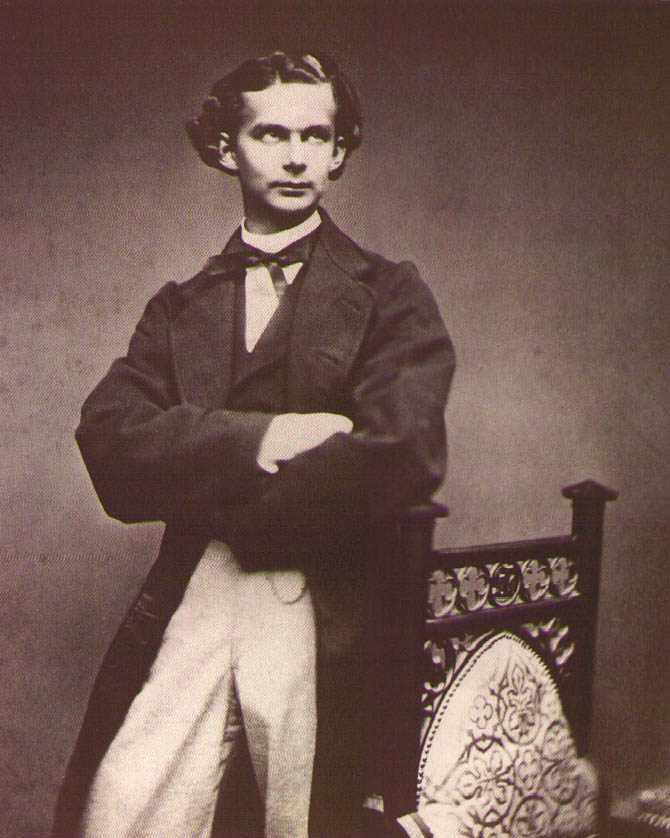
Le roi Louis II de Bavière.
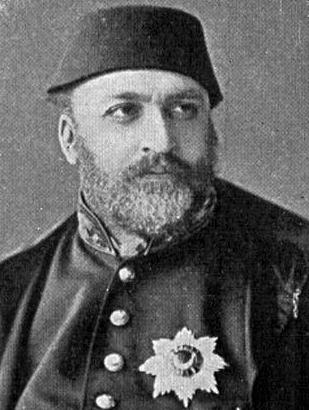
Le sultan Abdülaziz.
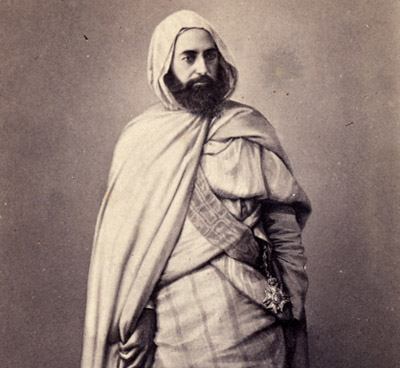
L'émir Abd el-Kader.
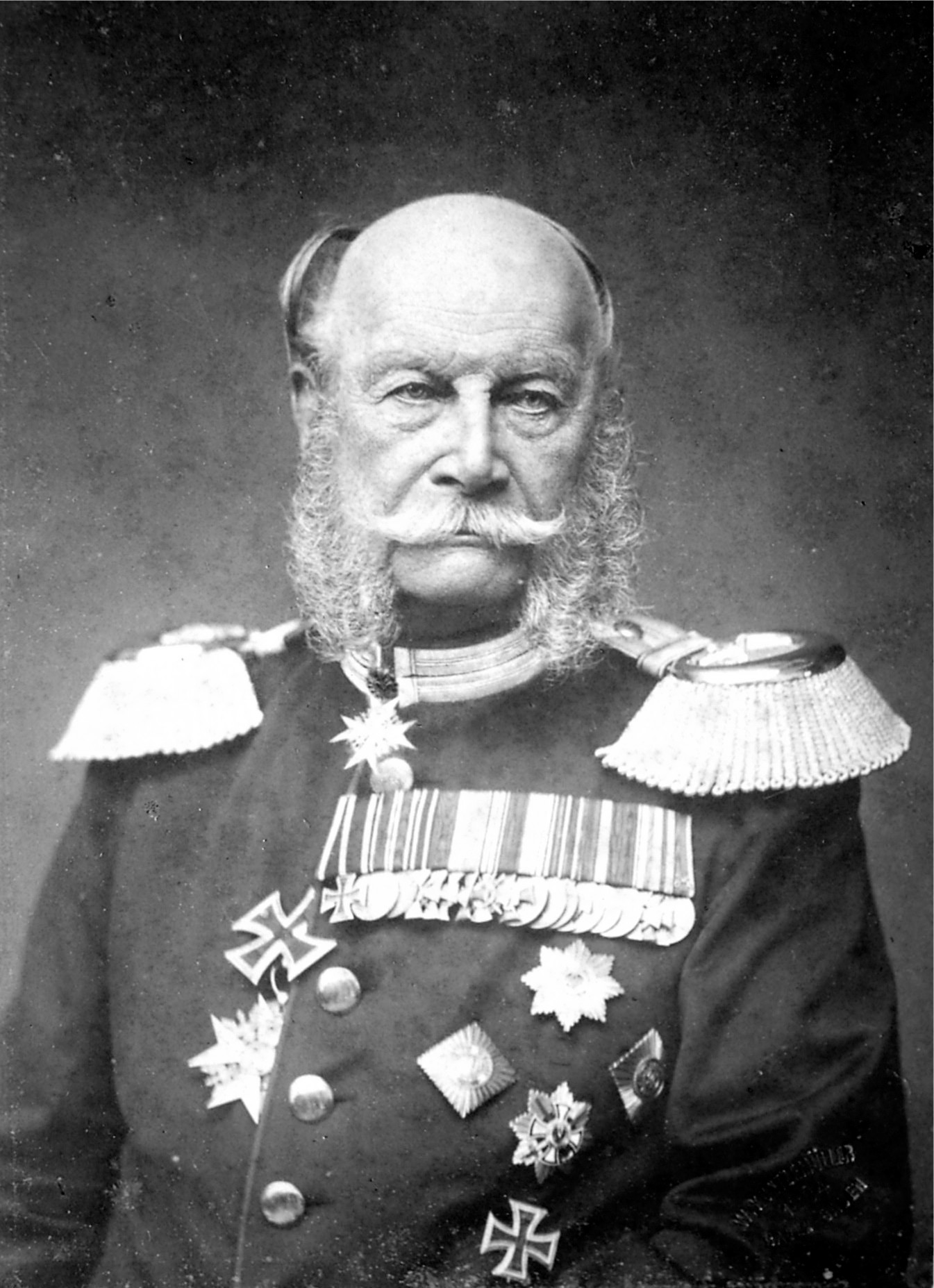
Le roi Guillaume Ier de Prusse.
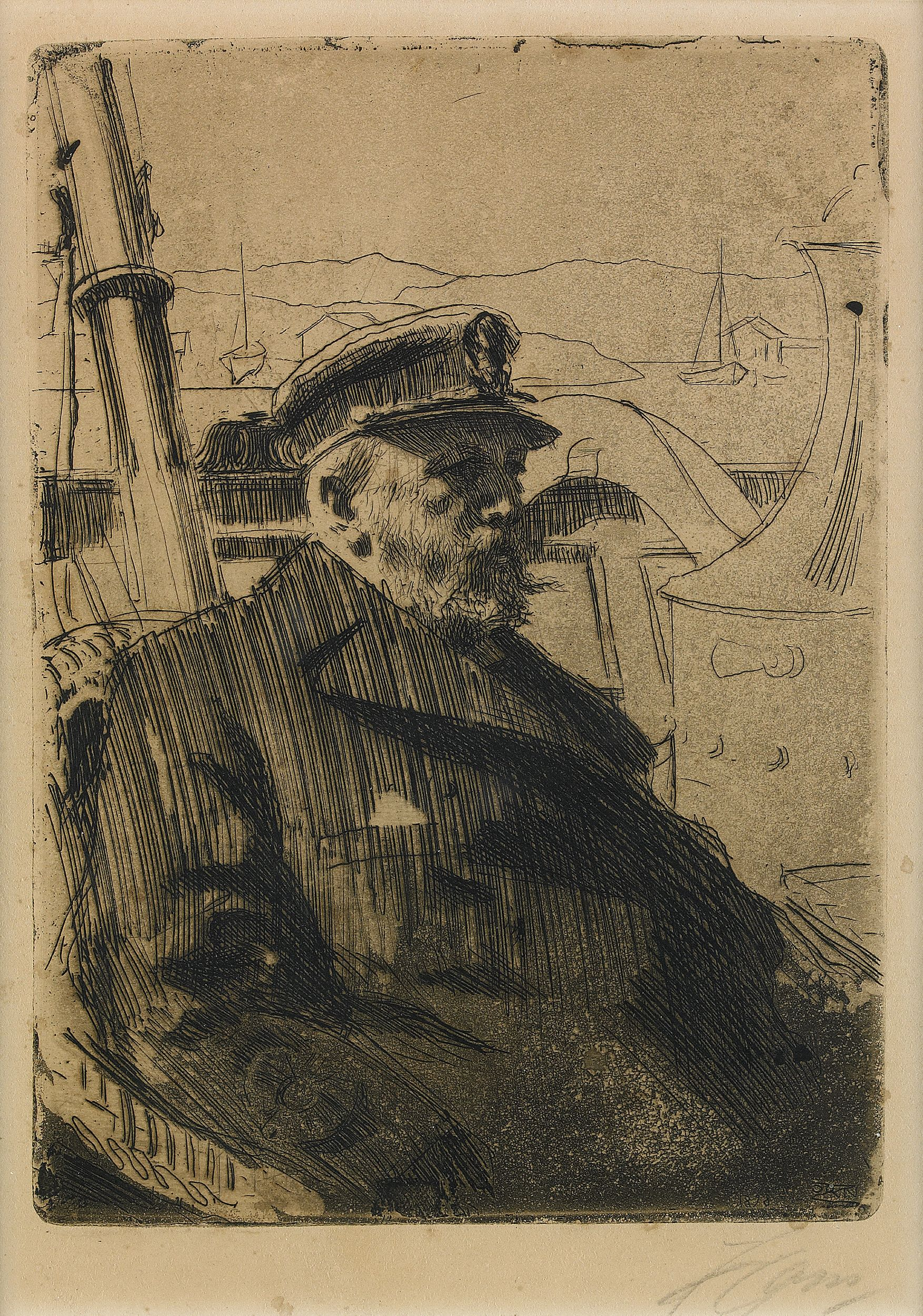
Le prince Oscar de Suède.
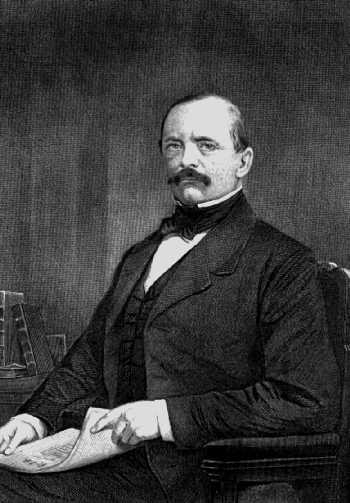
Otto von Bismarck.
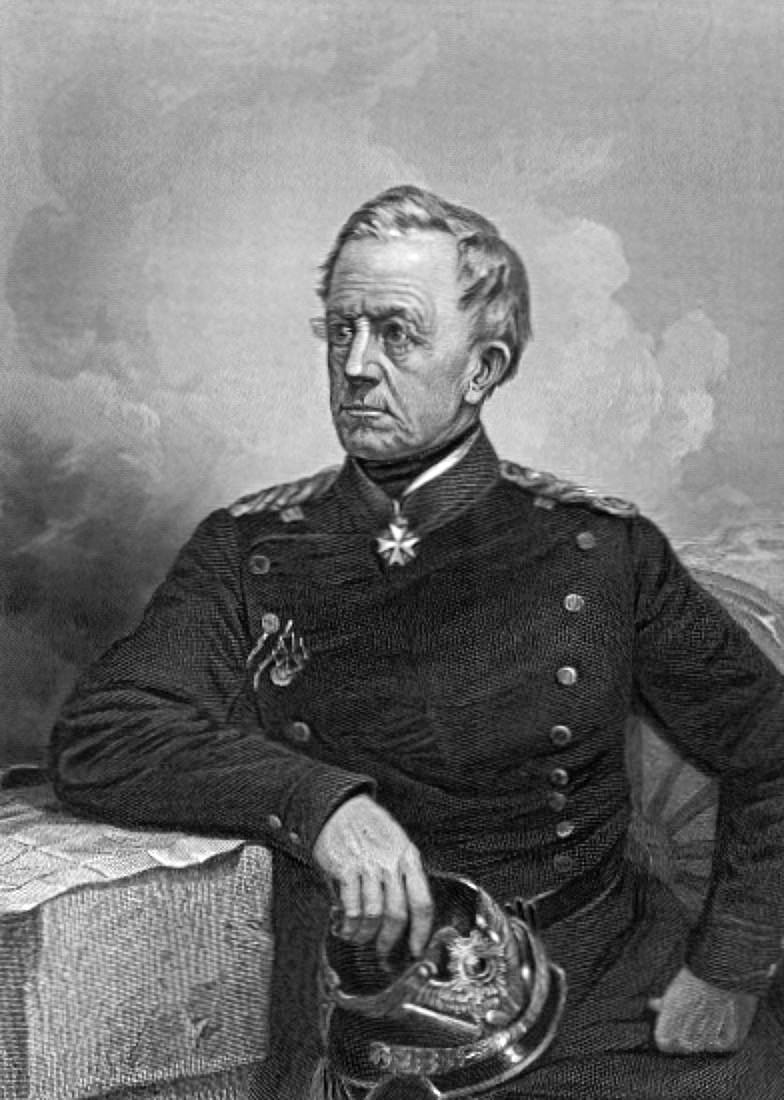
Le général Helmuth von Moltke.

## En marge de l’Exposition
Victor Hugo, toujours en exil, écrit la préface qui sert d'introduction au guide de l'Exposition universelle.
L'opéra bouffe La Grande-duchesse de Gérolstein est écrit par Jacques Offenbach pour un livret de Henri Meilhac et Ludovic Halévy. Hortense Schneider, dans le rôle-titre, contribue à en faire un triomphe. Elle aurait même visité l'Exposition en franchissant la porte réservée aux têtes couronnées en se faisant annoncer par son équipage :
« Madame la Grande-duchesse de Gérolstein. »

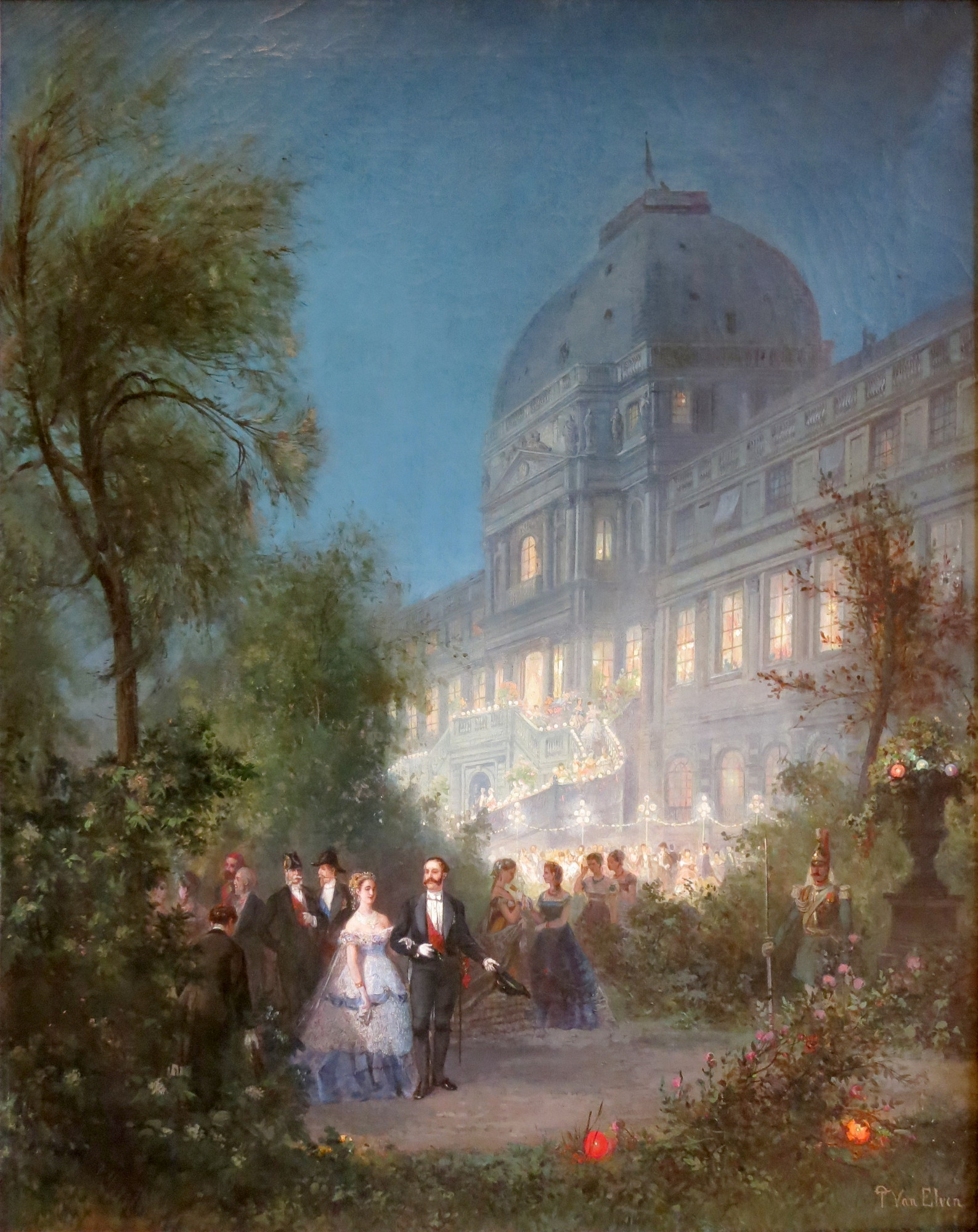
Fête de nuit aux Tuileries, le 10 juin 1867 par Pierre Tetar van Elven. Bal donné par l'empereur Napoléon III, en l'honneur du tsar Alexandre II.

L'empereur Napoléon III donne un bal en l'honneur du tsar Alexandre II, dans la nuit du 9 au 10 juin 1867, dans le palais et le jardin des Tuileries. De nombreux dignitaires — venus visiter l'exposition — sont présents. Parmi eux : Guillaume Ier, Léopold II, Bismarck, le sultan Abulaziz, etc. Gustave Flaubert y est invité et en fait une relation détaillée dans son journal intime.
Le célèbre auteur de contes Hans Christian Andersen est vivement impressionné par les pavillons nationaux et les évolutions technologiques qui s’annoncent. Il s’en inspire pour écrire un de ses contes, La Dryade[réf. souhaitée].
Jules Verne s'est inspiré de l'aquarium géant présenté à l'Exposition et contenant plus de 800 poissons pour décrire le hublot du Nautilus dans Vingt Mille Lieues sous les mers.
C'est à l'occasion de l'Exposition universelle de 1867 que les premiers bateaux-mouches font leur entrée dans la capitale. À la suite d'un concours lancé par les organisateurs de l'Exposition, le constructeur naval lyonnais Michel Félizat (associé à d'autres Lyonnais) remporte le prix et achemine par la Saône, le canal de Bourgogne, l'Yonne et la Seine, une trentaine d'exemplaires de ses bateaux à passagers construits dans ses ateliers implantés dans le quartier de la Mouche (d'où leur nom), au sud de Lyon (du côté de Gerland).
La Saint-Napoléon, fête nationale de la France célébrée le 15 août, fut l’occasion de réjouissances au sein de l'Exposition aussi.

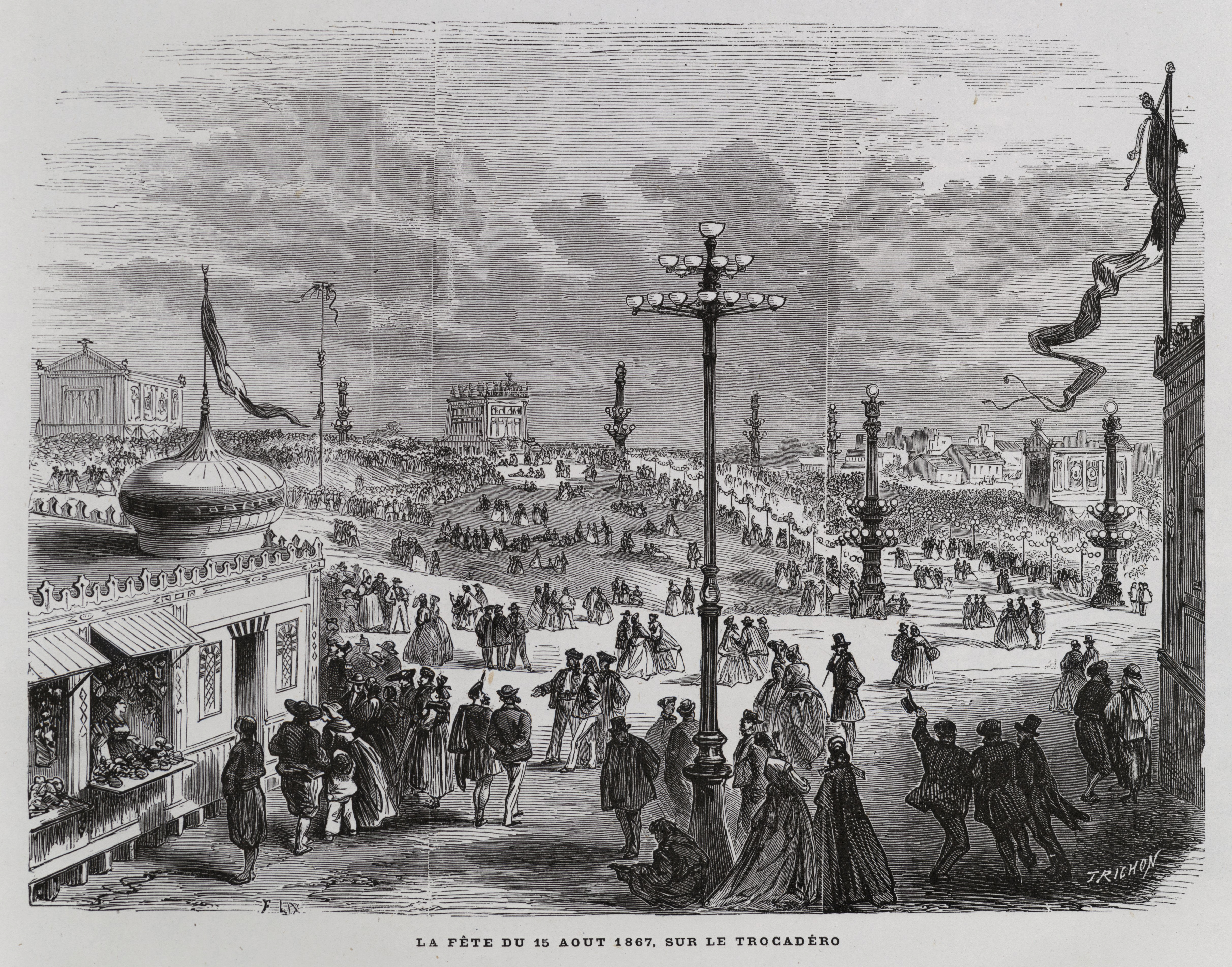
La fête du 15 août 1867 sur le Trocadéro.

## Les lauréats

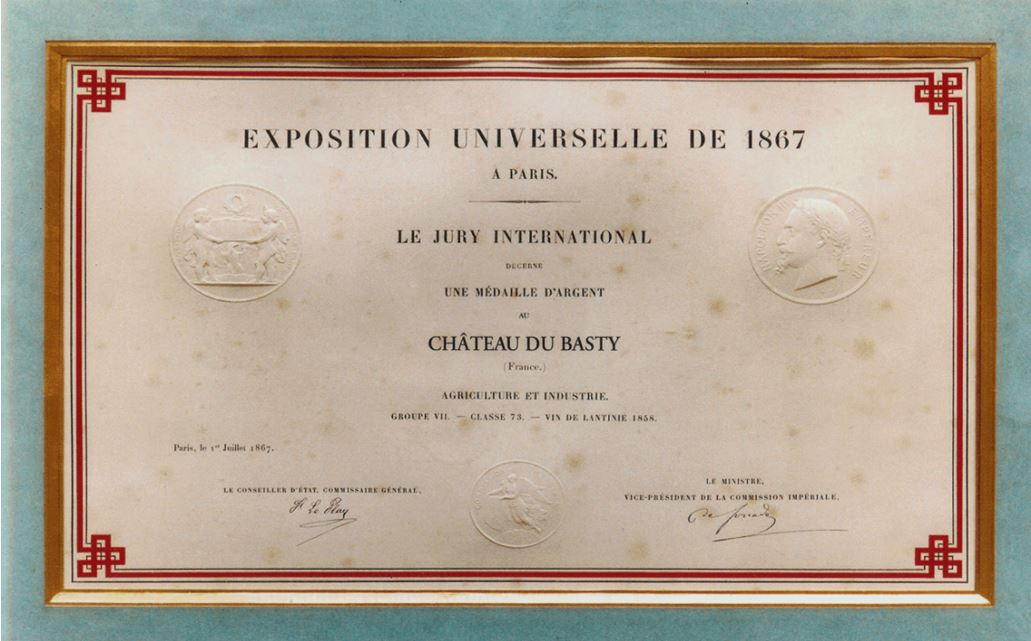
Diplôme reçu à l'Exposition universelle de 1867 par le château du Basty.
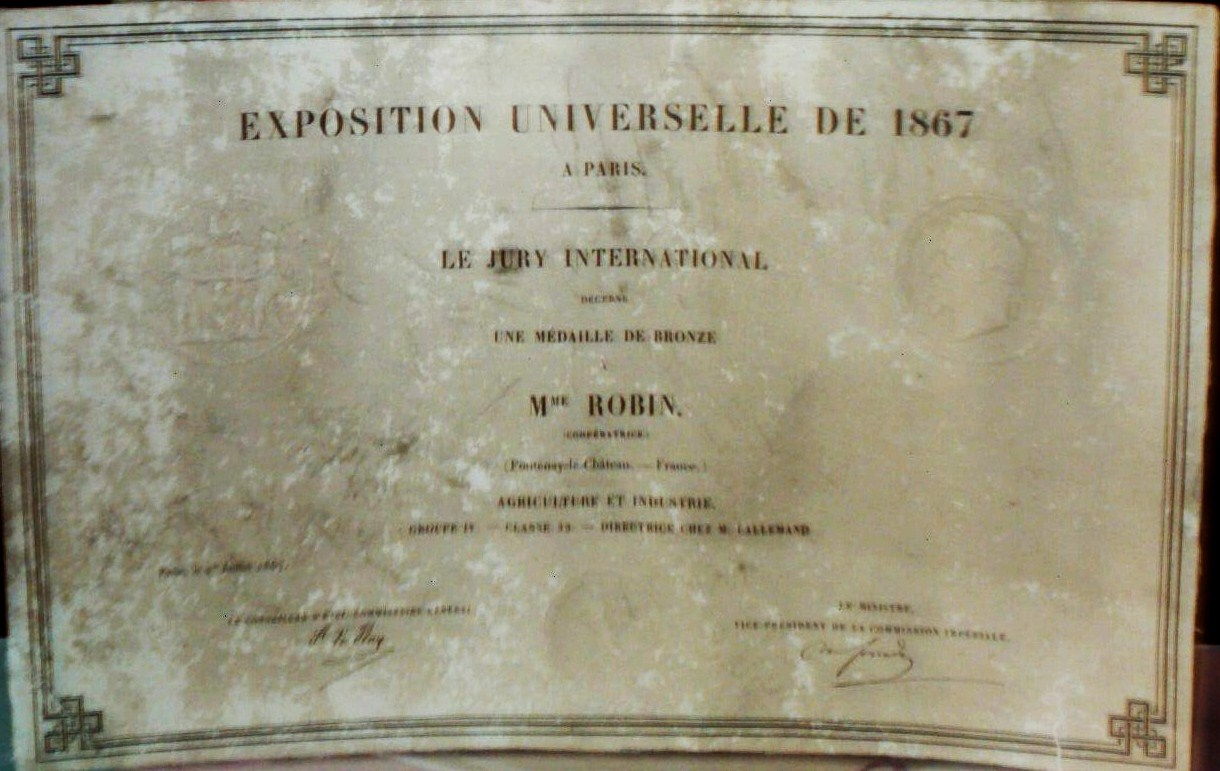
Diplôme reçu à l'Exposition universelle de 1867 par une maison de broderie de Fontenoy-le-Château.
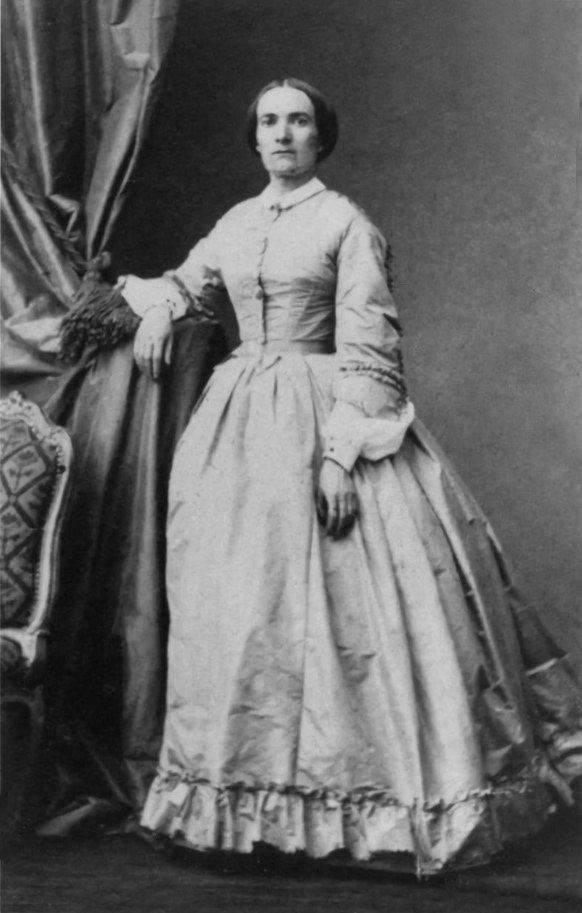
La journaliste Julie-Victoire Daubié, médaillée de bronze à l'Exposition pour la renommée de son œuvre, photographiée par Pierre Petit.
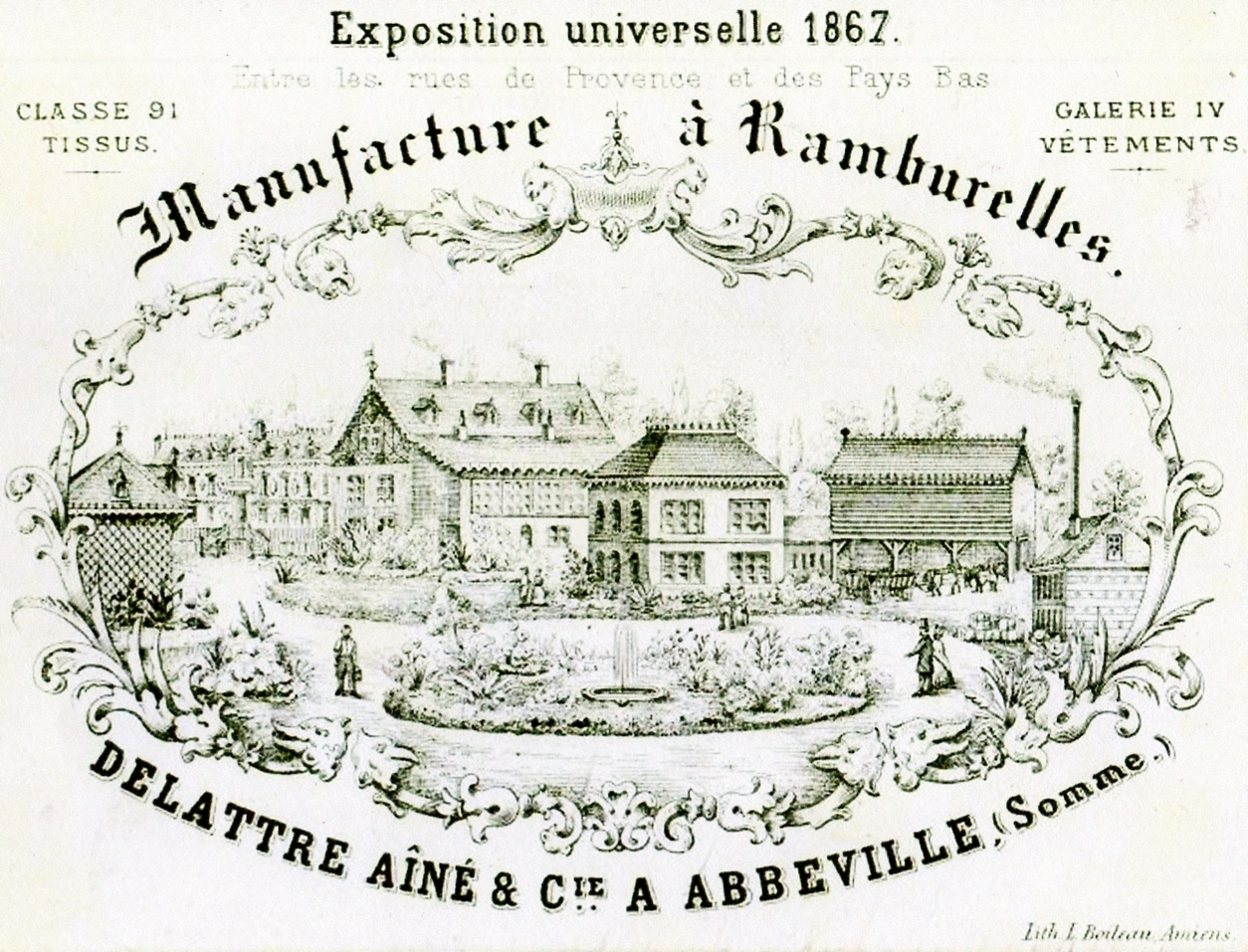
Carte de visite créée pour l'Exposition.

.

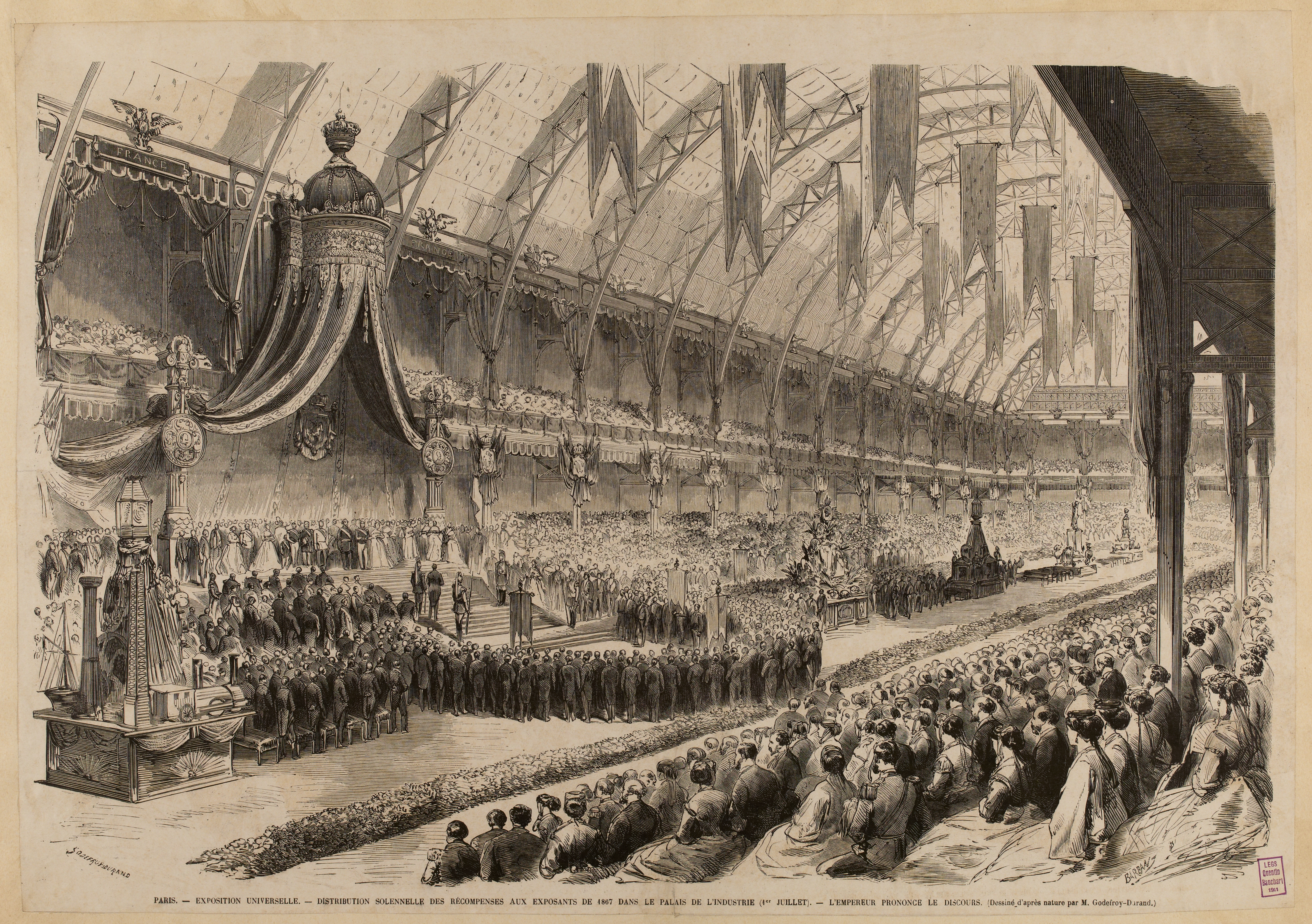
Distribution solennelle des récompenses aux exposants de 1867 dans le Palais de l'Industrie

La commission impériale a attribué 1 176 médailles d’or, 4 435 médailles d'argent et 7 434 médailles de bronze aux exposants de l'exposition universelle. Au total, ce sont donc plus de 13 000 lauréats qui ont été attribuées par la commission impériale.
- médailles d'or :
  - Baccarat avec deux vases et une fontaine de cristal de 7 mètres de hauteur,
  - Maison P.-H. Herz neveu et Cie pour sa parfaite fabrication de piano,
  - le château de Rayne-Vigneau pour son « Sauternes », millésime 1861[20], la commune de Saint-Émilion représenté par 34 propriétaires exposants pour leurs vins,
  - D. Savalle fils & Cie pour leurs appareils de distillation d'alcool ;
  - Japuis-Kastner et Cie pour leurs impressions sur étoffes[21];
- médailles d'argent :
  - François-Jacques Vogelsangs,
  - Naud-Evrard et Charles Larochette pour leur globe terrestre,
  - Martin et Cie et Joseph-Gabriel Gaveau (piano),
  - aquarelles des fresques de l'église du Sauveur de Nereditsa (Novgorod, Russie),
  - Maison Maquet (papeterie),
  - le château du Basty pour ses vins en Beaujolais Lantignié de 1858 ;

- médailles de bronze :
  - l'entreprise Latscha et Cie (fonte),
  - Victor Étienne Gautreau, rosiériste-obtenteur, pour des roses de semis[22] (baptisées Vicomtesse de Vézins, Baronne de Beauverger et Mlle Élise Chabrier) ;

- Grand prix international :
  - Guislain Decrombecque, agriculteur, pour la mise en valeur de la plaine de Lens (prix de 30 000 francs)[23].

## Vestiges
- Pavillon russe, construit par Paul Bénard : des isbas, qui formaient un village russe typique dans le pavillon, sont par la suite vendues. L'une, qui a été remaniée, est de nos jours située rue des Écoles à Saint-Cloud et quatre autres dans le 16e arrondissement de Paris, villa de Beauséjour, formant les « isbas de la villa de Beauséjour »[24].
- Un pagodon présenté à l'exposition est ensuite placé dans les jardins du château de Bagatelle, dans le bois de Boulogne. À la vente du site à la ville de Paris en 1905, le pagodon est racheté et déménagé outre-Manche sur le domaine de Cliveden, au sein du Water Garden. L'actuelle pagode de Bagatelle est une copie de l'original installée en 1996[25].
- Mosaïque monumentale du pavillon russe, réalisée par les artistes Chmiliewski, Bouroukine, Agafonoff et Mouravieff. Après l'exposition, elle est installée, comme prévu dès le départ, dans la cathédrale Saint-Isaac de Saint-Pétersbourg[24].
- Pavillon mauresque racheté et rebâti dans le parc de Linderhof par le roi Louis II de Bavière.
- Pavillon tunisien, ou palais du Bardo, installé en 1869 dans le parc Montsouris (Paris)[26].